# The Traveling Wilburys Collection
 The Traveling Wilburys Collection  ist ein Kompilationsalbum der Supergroup Traveling Wilburys (bestehend aus George Harrison, Jeff Lynne, Tom Petty, Bob Dylan und Roy Orbison). Das Album erschien 2007, 17 Jahre nach dem zweiten und letzten Studioalbum der Gruppe.

## Entstehungsgeschichte
Die beiden Alben der Gruppe (Traveling Wilburys Vol. 1 und Traveling Wilburys Vol. 3) wurden bereits seit Mitte der 1990er Jahre nicht mehr hergestellt. Am 11. Juni 1999 gab George Harrison ein Interview, in dem er sagte, dass er die Rechte an seinen Dark Horse- und Warner Brothers-Veröffentlichungen, die zwischen 1976 und 1992 erschienen waren, zurückerlangt hatte, so auch die von den Traveling Wilburys. Weiterhin kündigte er an, dass eine Neuveröffentlichung mit Bonusstücken geplant sei. George Harrison verstarb allerdings im November 2001, und somit verzögerte sich die Veröffentlichung bis Juni 2007.
Die beiden Alben erschienen von Steve Hall remastert mit zusätzlichen Stücken in einem Doppel-CD-Pack mit einer zusätzlichen DVD unter dem Titel The Traveling Wilburys Collection bei Rhino Records. Die Bonusstücke wurden im Jahr 2007 von Jeff Lynne und Dhani Harrison musikalisch überarbeitet. Das Doppel-Album wurde in vier Versionen angeboten: als Standard-Ausgabe (zwei CDs, eine DVD, ein 16-seitiges Booklet), als limitierte Deluxe-Ausgabe (leinengebunden, zwei CDs, eine DVD, ein 40-seitiges Booklet, Postkarten, Echtheitszertifikat), als Vinyl-Ausgabe (zwei Vinyl-Schallplatten, zusätzliche 12″-Vinyl-Schallplatte mit Bonusstücken, Buch in Albumgröße, Postkarten/Poster), sowie als digitale Download-Ausgabe (alle Stücke der beiden CDs inklusive der Bonusstücke, Videos und interaktivem Booklet). Bei der zusätzlichen Langspielplatte der Vinylversion wurden drei Versionen von Liedern veröffentlicht, die nicht als Bonusstücke auf den beiden CDs veröffentlicht worden sind: Handle with Care (Extended Version), End of the Line (Extended Version) und Not Alone Anymore (Remix).
Im Januar 2008 wurde das Album in den USA mit Gold für 500.000 verkaufte Exemplare ausgezeichnet.

## Covergestaltung
Das Design des Plattencovers stammt von Drew Lorimer und Olivia Harrison. Der CD liegt ein 16-seitiges bebildertes Begleitheft bei, das eine Einleitung von Mo Ostin, fiktive Geschichten über die Traveling Wilburys, Informationen über das Album sowie eine Anweisung, wie der Wilbury Twist getanzt wird, enthält.

## Titelliste
Alle Titel wurden, soweit nicht anders vermerkt, von den Traveling Wilburys geschrieben.

### CD Eins:Traveling Wilburys Vol. 1
1. Handle with Care – 3:20
2. Dirty World – 3:30
3. Rattled – 3:00
4. Last Night – 3:48
5. Not Alone Any More – 3:24
6. Congratulations – 3:30
7. Heading for the Light – 3:37
8. Margarita – 3:15
9. Tweeter and the Monkey Man – 5:30
10. End of the Line – 3:30
11. Maxine – 2:49
  - Bonustitel, mit zusätzlichem Gesang von Jeff Lynne und Dhani Harrison sowie einem Gitarrensolo von Jeff Lynne; die zusätzlichen Aufnahmen fanden im Jahr 2007 statt.
12. Like a Ship – 3:30
  - Bonustitel, mit zusätzlichem Gesang von Jeff Lynne und Dhani Harrison sowie einem Gitarrensolo von Dhani Harrison; die zusätzlichen Aufnahmen fanden im Jahr 2007 statt.

### DVD
1. The True History of the Traveling Wilburys Dokumentation – (24 Minuten lang)
2. Handle with Care (Video)
3. End of the Line (Video)
4. She’s My Baby (Video)
5. Inside Out (Video)
6. Wilbury Twist (Video)

### CD Zwei:Traveling Wilburys Vol. 3
1. She’s My Baby – 3:14
2. Inside Out – 3:36
3. If You Belonged to Me – 3:13
4. Devil’s Been Busy – 3:18
5. 7 Deadly Sins – 3:18
6. Poor House – 3:17
7. Where Were You Last Night? – 3:03
8. Cool Dry Place – 3:37
9. New Blue Moon – 3:21
10. You Took My Breath Away – 3:18
11. Wilbury Twist – 2:56
12. Nobody’s Child (Cy Coben, Mel Foree) – 3:28
  - Bonustitel, zuvor auf dem Album Nobody’s Child: Romanian Angel Appeal erschienen.
13. Runaway (Del Shannon, Max D. Crook) – 2:30
  - Bonustitel, zuvor auf der CD-Single She’s My Baby veröffentlicht. Neu abgemischt mit einem neuen Keyboard-Solo, das das Gitarrensolo aus 1990 ersetzte.

### Vinyl-Version
Die Vinyl-Version enthält die Originalalben Traveling Wilburys Vol. 1 und Vol. 3 sowie die Bonus-Langspielplatte mit folgenden Liedern:
1. Handle with Care (Extended Version)
2. Like a Ship
3. Maxine
4. End of the Line (Extended Version)
5. Nobody’s Child
6. Not Alone Anymore (Remix)
7. Runaway

## Singleauskopplungen
Im Juni 2007 erschien in Großbritannien die 7″-Vinyl-Single Handle with Care / Handle with Care (Extended Version).

## Kommerzieller Erfolg

### Chartplatzierungen
| ChartsChartplatzierungen       | Höchstplatzierung | Wochen |
| ------------------------------ | ----------------- | ------ |
| Deutschland (GfK)              | 9 (13 Wo.)        | 13     |
| Österreich (Ö3)                | 24 (5 Wo.)        | 5      |
| Schweiz (IFPI)                 | 45 (6 Wo.)        | 6      |
| Vereinigte Staaten (Billboard) | 9 (13 Wo.)        | 13     |
| Vereinigtes Königreich (OCC)   | 1 (19 Wo.)        | 19     |

| ChartsJahrescharts (2007)    | Platzierung |
| ---------------------------- | ----------- |
| Vereinigtes Königreich (OCC) | 28          |

### Auszeichnungen für Musikverkäufe
| Land/Region                  | Auszeichnungen für Musikverkäufe (Land/Region, Auszeichnung, Verkäufe) | Verkäufe  |
| ---------------------------- | ---------------------------------------------------------------------- | --------- |
| Australien (ARIA)            | 2× Platin                                                              | 140.000   |
| Dänemark (IFPI)              | Gold                                                                   | 15.000    |
| Irland (IRMA)                | 2× Platin                                                              | 30.000    |
| Kanada (MC)                  | Platin                                                                 | 100.000   |
| Neuseeland (RMNZ)            | Platin                                                                 | 15.000    |
| Schweden (IFPI)              | Gold                                                                   | 20.000    |
| Vereinigte Staaten (RIAA)    | Gold                                                                   | 500.000   |
| Vereinigtes Königreich (BPI) | Platin                                                                 | 300.000   |
| Insgesamt                    | 3× Gold · 7× Platin ·                                                  | 1.120.000 |

## Weitere Informationen
Die Mitglieder der Traveling Wilburys gebrauchten für die beiden Alben folgende Pseudonyme:
Traveling Wilburys Vol. 1:
- Bob Dylan – Lucky Wilbury
- George Harrison – Nelson Wilbury
- Jeff Lynne – Otis Wilbury
- Roy Orbison – Lefty Wilbury
- Tom Petty – Charlie T. Jnr.

Traveling Wilburys Vol. 3:
- Bob Dylan – Boo Wilbury
- George Harrison – Spike Wilbury
- Jeff Lynne – Clayton Wilbury
- Tom Petty – Muddy Wilbury